# Cinelândia (metropolitana di Rio de Janeiro)
Cinelândia/Centro è una stazione della linea 1 e 2 della metropolitana di Rio de Janeiro. È situata sotto Praça Floriano, nell'area del centro nota come Cinelândia.

## Storia
La stazione fu attivata il 5 marzo 1979 con l'apertura del primo segmento della linea 1. La stazione si trova sul sito dell'ex Palazzo Monroe, che ospitò il Congresso nazionale del Brasile dal 1914 al 1920 e successivamente il Senato Federale del Brasile dal 1925 al 1960. Questo palazzo fu demolito nel 1976 per ordine del presidente del Brasile Ernesto Geisel, apparentemente per costruire la stazione della metropolitana.

## Interscambi
Nelle vicinanze della stazione effettuano fermata due linee di tram.
- Fermata tram (linea 1 e 2)